# Ribera del Júcar
|  | Aquest article tracta sobre la denominació d'origen manxega. Si cerqueu la comarca del País Valencià, vegeu «Ribera del Xúquer». |

Ribera del Júcar és una denominació d'origen dels vins dels quals són produïts al sud de la província de Conca, a la regió de la Manxa. N'és composta per 7 municipis regats pel riu Xúquer, com ara Sisante, El Picazo, Casas de Haro, Casas de Fernando Alonso, Casas de Benítez, Casas de Guijarro i Pozoamargo, sent aquest últim el qual en conté la seu. Va obtenir-ne la denominació d'origen el 2003.

## L'entorn
Els terrenys, els quals són de tipus argilós-calcaris, coberts de còdols, s'assenten sobre un planell mesetària amb una altitud mitjana que ronda els 750 metres. El clima és de tipus mediterrani temperat amb una temperatura mitjana anual gairebé de 14 graus amb oscil·lacions d'aproximadament 20,5 graus. Tot sumat a l'existència d'un microclima a la Ribera, el qual evita que hi bufen vents freds del nord i les glaçades de convecció afavoreix la qualitat dels vins. La pluviometria mitjana anual se situa entre els 450 i els 550 mm i és molt regular, al llarg de l'any excepte el període de juliol a setembre.

## Varietats de raïm
- Varietats blanques: Moscatell de gra petit, Sauvignon Blanc.

- Varietats negres: Cabernet Sauvignon, Merlot, Syrah, Boval, Ull de Llebre, Petit Verdot, Cabernet Franc.

## Cellers[3]
- Bodegas y Viñedos Illana, S.L. Pozoamargo
- Bodega La Morenilla, S.A.T. 5484 Casas de Benítez
- La Magdalena Sdad.Coop. CLM, Casas de Haro
- Ntro.Padre Jesús Nazareno Sdad.Coop. de CLM, Sisante
- Purísima Concepción, Sdad. Coop. de CLM, Casas de Fernando Alonso
- San Ginés, Sdad. Coop. de CLM, Casas de Benítez Arxivat 2016-11-07 a Wayback Machine.
- Cooperativa Nuestra Señora de la Cabeza, Pozoamargo Arxivat 2006-03-03 a Wayback Machine.
- Elvi Wines, Pozoamargo